# Prúsias I
Prúsias I (ca. 243 a.C. — 182 a.C.) foi um rei da Bitínia.
Prúsias era um rei vigoroso e bem ativo, e atacou a cidade de Cierus, que pertencia a Heracleia Pôntica. Ele capturou Cierus, mudando seu nome para Prúsias; capturou também Tius, outra cidade de Heracleia. Após a captura destas cidades, Prúsias sitiou Heracleia, matou vários cidadãos, e estava a ponto de tomar a cidade, mas, quando subia por uma escada, foi atingido por uma pedra, caiu e quebrou a perna; com isto o sítio foi abandonado. Os bitínios o transportaram de volta em uma liteira, e ele viveu mais alguns anos, sendo chamado de Cholos (o Coxo).